# Difluoreto de dioxigénio
O difluoreto de dioxigénio é o composto químico de fórmula O2F2. É um sólido alaranjado que funde a -163 °C, formando um líquido vermelho. O O2F2 é muito menos estável do que o principal fluoreto de oxigénio, OF2. Possui fortes propriedades oxidantes e decompõe-se em oxigénio e flúor mesmo a -160 °C (num ritmo de cerca de 4% por dia).

## Estrutura Molecular
O difluoreto de dioxigénio é um composto molecular. Em O2F2 o oxigénio assume o estado de oxidação +1, enquanto que na maioria dos seus compostos, o oxigénio possui estado de oxidação -2.
A estrutura da molécula é semelhante à do peróxido de hidrogénio, H2O2, com um ângulo diedro próximo de 90°. A distância O−O é, no entanto, muito mais curta, e é muito semelhante à encontrada na ligação O=O no oxigénio gasoso (120,7 pm). Esta geometria está de acordo com a teoria VSEPR. 
Ao longo dos anos tem havido muitas especulações para justificar uma distância O−O muito curta e a distância O−F muito longa. Em 1999, foi proposto um esquema que prevê um triplo enlace O−O  com ligações simples O−F, que são desestabilizadas e alongadas por repulsão entre os dupletos (par solitário) não partilhados sobre os átomos de flúor, e os orbitais π do enlace O−O.

## Resumo
O difluoreto de dioxigénio pode ser obtido através da passagem de uma descarga eléctrica de 25-30 mA a 2,1−2,4 kV através de uma mistura de oxigénio e flúor gasoso a baixa pressão (7-17 mm hg). Este foi essencialmente o procedimento seguido em 1933, por Otto Ruff, que foi o primeiro a sintetizar O2F2. Um outro método consiste em irradiar por algumas horas com uma bremsstrahlung de 3 MeV uma mistura de oxigénio e flúor líquido a -196 °C, num recipiente de aço inoxidável.
O2 + F2  → O2F2

## Reactividade
A propriedade principal deste composto instável é a sua forte capacidade oxidante, que se manifesta violentamente e de modo altamente explosivo, mesmo a temperaturas muito baixas, nas quais é preciso operar (abaixo de -100 °C). Por exemplo, explode em contato com a água, álcool etílico, cloro e enxofre, a temperaturas próximas do seu ponto de fusão. O O2F2 converte ClF em ClF3, BrF3 em BrF5 e SF4 em SF6. Com BF3 e PF5 são também obtidos os sais de dioxigenil correspondentes:
2O2F2 + 2PF5 → 2[O2]+[PF6]− + F2
Ele também pode converter os óxidos de urânio e plutónio nos correspondentes hexafluoreto.